# دالاس سميث (مغني)
دالاس سميث هو مغني كندي، ولد في 4 ديسمبر 1977 في لانغلي في كندا.

## وصلات خارجية
- الموقع الرسمي
- دالاس سميث على موقع ميوزك برينز (الإنجليزية)
- دالاس سميث على موقع ميوزك برينز (الإنجليزية)